# Oswald Kuijken
Oswald Kuijken (Dilbeek, 1937) is een Belgisch beeldend kunstenaar, aanleunende bij het hyperrealisme, en theoreticus van de beeldende kunst.

## Levensloop
Oswald Kuijken is de tweede van de zes zoons in het gezin Kuijken, waar de bekende musici op authentieke oude instrumenten toe behoren.
Hij werd bouwkundig tekenaar na studies aan de academie van Brugge en regent plastische kunsten na examens voor de middenjury. Vanaf 1960 was hij leraar aan de Provinciale Normaalschool in Tienen, aanvankelijk in het lager en hoger middelbaar onderwijs, vanaf 1973, na het behalen van getuigschriften voor hoger onderwijs, aan het regentaat plastische kunsten. Hij gaf zowat alle vakken: tekenen, schilderen, beeldhouwen en grafiek, ook het hele gamma van wetenschappelijk tekenen, esthetica of kunstfilosofie en methodiek van het tekenonderwijs. Hij werd ook ingeschakeld voor bijscholingscursussen en had van 1978 tot 2012 de leiding over een atelier 'tekenen naar naaktmodel' bij de Dienst Cultuur van de VUB. De VUB organiseerde een huldetentoonstelling toen hij vijfentwintig jaar de leiding had van het atelier naaktmodel.
Hij beoefende ook de schilder- en tekenkunst en hield een beperkt aantal tentoonstellingen. Werk van hem bevindt zich in de collecties van de Belgische staat en in een aantal binnen- en buitenlandse collecties. Hij voelde zich echter niet gelukkig met publieke belangstelling en wat er mee gepaard gaat. Hij hield op met het produceren van schilderwerk om zich in in de theorie te gaan verdiepen: kleurenleer, compositieleer en perspectief. Hij gaf daarover gastcolleges, o.m. aan het Dommelhof in Neerpelt, aan de Sint-Lucasschool in Brussel, aan de Hogeschool voor Kunstonderwijs in Genk en aan de VUB. Hij was medeontwerper en beeldhouwer voor de tentoonstelling De Spiraal van het Weten aan de VUB in 1989. 
In 2015 maakte hij het ontwerp voor de nieuwe reuzendraak Oswaldus, die de vijfjaarlijkse Kweikersparade afsluit in Tienen. De reus meet elf meter in de lengte en vier meter hoogte en hiermee werd een gooi gedaan naar de titel van grootste reus van Europa. In Glabbeek, de gemeente waar hij woonde, gaf hij vanaf 2018 door het gemeentebestuur georganiseerde tekenlessen voor de inwoners. Ook bij de Kunstkring Art-X in Tienen gaf hij tekenlessen.
Samen met Martin Jugmans ontwikkelde hij de Hexa Garden, een systeem om stormschade in de tuin te voorkomen. Ze stelden het voor in 2008 op de internationale uitvindersbeurs in Genève en wonnen een zilveren medaille.
Buiten zijn eigen activiteiten, heeft Oswald Kuijken naambekendheid te danken aan zijn broers, de musici Wieland Kuijken, Sigiswald Kuijken en Barthold Kuijken, en de ornitholoog en natuurbeschermer Eckhart Kuijken.

## Eerbetoon
- Laureaat van de Jeune peinture Belge,
- Prijs van Knokke,
- Europaprijs voor Schilderkunst in Oostende, gouden medaille.